# Графство (Средна земя)
Вижте пояснителната страница за други значения на Графство.
Графството е фантастична страна в Средна земя; свят, измислен от Джон Толкин в неговите романи „Хобитът“ и „Властелинът на пръстените“. Графството представлява област, населена основно от хобити и отдалечена от събитията, които се случват из другите части на Средната земя. Графството е разположено в северозападната част на Средната земя, в областта Ериадор и на територията на разпадналото се кралство Арнор.
За негови основатели се считат двама братя – Марко и Бланко, които с разрешението на човешкия крал във Форност (Северно усое) през 1601 година на Трета епоха.
Когато описва Графството, Дж. Р. Р. Толкин буквално изобразява идилията на простичкия селски живот, с който се запознал, когато пристигнал заедно със семейството си в Англия.
| Портал | В Портал Властелинът на пръстените можете да намерите още много страници за Властелинът на пръстените. |